# Becky Cloonan

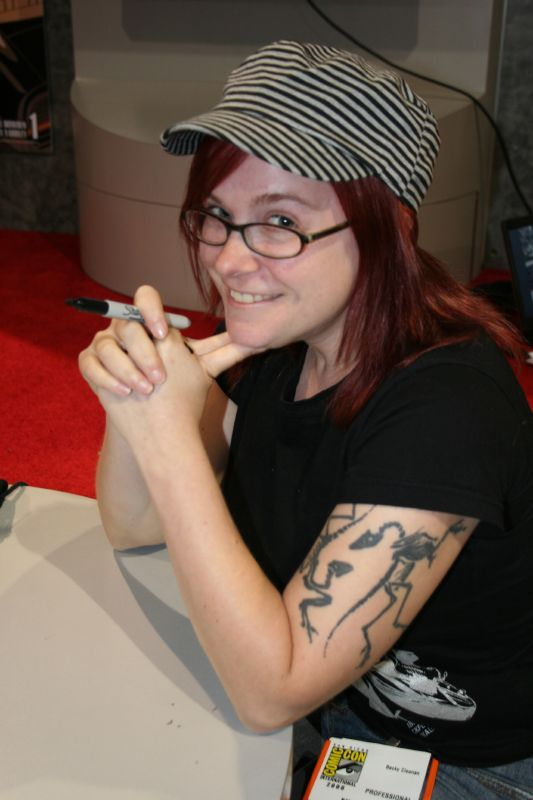
Becky Cloonan

Becky Cloonan (Pisa, Italia; 23 de junio de 1980) es una historietista creadora de libros de historieta estadounidenses, conocida por sus trabajos influidos por el manga y sus obras extremadamente prolíficas. Asistió a la Escuela de Artes Visuales de Nueva York. Es creadora de series limitadas y fue parte del equipo de trabajo de la antología de historietas Meathaus antes de colaborar con Brian Wood en 2003 en el libro de historietas Channel Zero: Jennie One. Desde entonces, la agenda de trabajo de Cloonan ha estado en continuo crecimiento. Su trabajo más conocido hasta la fecha es una serie de 12 tomos con el título de Demo (2004), también en colaboración con Wood. 
La primera novela gráfica de Clonnan sin colaboración fue East Coast Rising Volumen 1, lanzada por Tokyopop en 2006. Clonnan colaboró con el escritor Steven T. Seagle en la serie de historietas de Vertigo American Virgin.